# Tesalia (Kolumbia)
Tesalia – miasto w Kolumbii, w departamencie Huila.